# 关成华
关成华（1968年8月—），满族，辽宁省建平县人。中华人民共和国前官员，智库负责人。
1986年6月，加入中国共产党。北京大学哲学系宗教学专业毕业，法学理论专业在职博士研究生学历。历任北京大学团委书记、校学生工作部部长，共青团北京市委副书记、书记、市青年联合会主席，北京青年政治学院党委书记，中共北京市昌平区委副书记、代区长、区长、区委书记等职。2010年2月，参加中共北京市委党校局级领导干部脱产学习。同年8月，任北京师范大学中国乡村治理研究中心主任，辞去公职。2020年时，任首都科技发展战略研究院院长。